# Atletismo nos Jogos Pan-Americanos de 2003 - 1500 m feminino
A prova de 5000 m rasos feminino nos Jogos Pan-Americanos de 2003 foi realizada em 7 de agosto de 2003. Adriana Muñoz bateu o recorde nacional cubano na final, com marca de (4:09.57) .

## Calendário
| Data        | Fase  |
| ----------- | ----- |
| 7 de agosto | Final |

## Medalhistas
| Ouro   | CUB Adriana Muñoz        |
| Prata  | USA Mary Jayne Harrelson |
| Bronze | JAM Mardrea Hyman        |

## Recordes
Recordes mundial e pan-americano antes da disputa dos Jogos Pan-Americanos de 2003.
| Tipo                             | Atleta      | Tempo   | Local    | Data                   |
| -------------------------------- | ----------- | ------- | -------- | ---------------------- |
|                                  | Qu Yunxia   | 3:50.46 | Pequim   | 11 de setembro de 1993 |
| Recorde dos Jogos Pan-Americanos | Mary Decker | 4:07.7  | San Juan | 13 de julho de 1979    |

## Resultados
| Posição | Atleta                    | Tempo   |
| ------- | ------------------------- | ------- |
| 1       | CUB Adriana Muñoz         | 4:09.57 |
| 2       | USA Mary Jayne Harrelson  | 4:09.72 |
| 3       | JAM Mardrea Hyman         | 4:10.08 |
| 4       | CAN Malindi Elmore        | 4:10.42 |
| 5       | MEX Dulce María Rodríguez | 4:11.46 |
| 6       | CUB Jany Tamargo          | 4:20.33 |
| 7       | BER Ashley Couper         | 4:20.98 |
| 8       | BRA Luciana Mendes        | 4:21.80 |
| 9       | ECU Mónica Amboya         | 4:27.22 |
| 10      | DOM Sonny García          | 4:32.31 |
| 11      | GUA Elsa Monterroso       | 4:46.53 |
| —       | BOL Niusha Mancilla       | DNF     |
| —       | USA Lauren Simmons        | DNS     |